# Lajtaszentgyörgy
Lajtaszentgyörgy (németül Sankt Georgen am Leithagebirge, horvátul Svetojurje) egykor önálló község, ma Kismarton város része Ausztriában, Burgenland tartományban.

## Nevének eredete
Nevét Szent Györgynek szentelt templomáról kapta.

## Története
A régészeti leletek tanúsága szerint területén már 8000 éve élnek emberek.
A mai települést 1351-ben villa Zenthgurg néven említik először. Szent György tiszteletére szentelt plébániatemploma 1437-ben már állt. Anyakönyveit 1658-tól vezetik. 1529-ben és 1532-ben felégette a török. 1605-ben Bocskai  hajdúi, 1620-ban Bethlen hadai dúlták a települést. 1622-től az Esterházy család birtoka volt. 1683-ban a török bécsi hadjárata során ismét elpusztult. 1705 és 1709 között a kurucok rabolták ki. 1713-ban pestis pusztított. 1809 júliusa és novembere között francia csapatok tartották megszállva.
Vályi András szerint " SZENT GYÖRGY. Német falu Sopron Várm. földes Ura H. Eszterházy Uraság, lakosai katolikusok, fekszik Sopronhoz 2 4/8 mértföldnyire; határbéli földgye inkább térséges, mint hegyes, jó borral bővelkedik, réttye nem sok van, de erdője elég; közel van hozzá a’ földes Uraságnak 3/4 mértföldnyire terjedő nevezetes vadas kertye, benne kastéllya, és több vadászházok."
1910-ben 1235, túlnyomórészt német lakosa volt. A trianoni békeszerződésig Sopron vármegye Kismartoni járásához tartozott. 1921-ben Ausztria Burgenland tartományának része lett. 1970-óta Kismartonhoz tartozik.

## Nevezetességei
- A település legnagyobb nevezetessége az ún. Attila-kő.  Eredetileg római sírkő volt, mely a falu kútja mellett állt a Zum Attilabrunnen, azaz Az Attilakúthoz címzett vendéglő előtt. A kő már legalább 250 éve állt ezen a helyen. A kő felső részén egy férfi és egy nő alakja látható kivésve és Atili, valamint Atiliae felirat olvasható. Ezt a hagyomány úgy magyarázza, hogy Attila hun király és felesége, Ildikó sírköve ez. Úgy tartják, hogy Attila, az „Isten ostora” sírja is a településen található.
- Szent György tiszteletére szentelt plébániatemploma 1780-ban épült. Főoltárképét és a szentély freskóját 1783-ban Lust Lőrinc festette.